# Welsh Premier League (2011/2012)
Welsh Premier League 2011/2012 (znana jako  Corbett Sports Building Society Welsh Premier League ze względów sponsorskich) był 20. sezonem najwyższej klasy rozgrywkowej w Walii.
Sezon został otwarty 12 sierpnia 2011 r., a zakończył się 19 maja 2012 r. finałem baraży o miejsce w eliminacjach do Ligi Europy UEFA.
FAW Club Licensing Appeals Body zdecydowało o cofnięciu licencji Tier 1 i UEFA dla Neath
,
co skutkowało automatycznym spadkiem na drugi poziom walijskiego futbolu w następnym sezonie i utratą miejsca w europejskich pucharach. Carmarthen Town, który zajął jedenaste miejsce w lidze, uniknął dzięki temu degradacji.
Mistrzem po raz szósty w swojej historii został zespół The New Saints F.C..

## Format rozgrywek
Rozgrywki składały się z trzech faz. W pierwszej fazie drużyny grały ze sobą dwukrotnie, raz u siebie i raz na wyjeździe.
W drugiej fazie Welsh Premier League podzieliła się na dwie konferencje, sześć najlepszych drużyn stworzyło Championship Conference, pozostałe PlayOff Conference.
W ramach tych grup kluby ponownie zmierzyły się ze sobą dwukrotnie.
Wszystkie punkty zebrane przez zespoły w pierwszej fazie zostały przeniesione do drugiej fazy.
Drużyna, która zajęła pierwsze miejsce w Championship Conference została ogłoszona mistrzem Welsh Premier League i zakwalifikowała się do drugiej rundy kwalifikacyjnej Ligi Mistrzów UEFA w następnym sezonie.
Drużyna, która zajęła drugie miejsce w Championship Conference, automatycznie kwalifikowała się do pierwszej rundy kwalifikacyjnej Ligi Europejskiej UEFA,
Drużyny, które zajęły miejsca między trzecim a szóstym w Championship Conference, oraz drużyna z siódmego miejsca z PlayOff Conference wzięły udział w trzeciej fazie sezonu European Playoffs.
Ponieważ trzecia drużyna ligi została relegowana z powodów licencyjnych, do play-off dołączy ósmy zespół rozgrywek.
Zwycięzca zdobył miejsce w pierwszej rundzie kwalifikacyjnej Ligi Europy UEFA w następnym sezonie.
Zdobywcą Pucharu Walii został mistrz kraju, dlatego miejsce w pierwszej rundzie kwalifikacyjnej Ligi Europy UEFA otrzymał uczestnik finału.
Tylko jeden zespół z drugiego poziomu rozgrywek otrzymał licencję, dlatego żaden z klubów, które zajęły ostatnie dwa miejsca w drugiej puli, nie spadł z ligi.

## Skład ligi w sezonie 2011/2012
W lidze rywalizowało dwanaście drużyn – jedenaście z poprzedniego sezonu
i jedna z Welsh Football League Division One: Afan Lido (wicemistrz Welsh Football League Division One), który zastąpił Haverfordwest County.
Z powodów licencyjnych żadna z dwóch pierwszych drużyn mogących awansować z Cymru Alliance nie otrzymała promocji, dzięki czemu w lidzie utrzymał się Bala Town.
| Uczestnicy poprzedniej edycji | Uczestnicy poprzedniej edycji | Uczestnicy poprzedniej edycji | Uczestnicy poprzedniej edycji |
| --- | ----------------------------- | ----------------------------- | ----------------------------- |
| BAN | Bangor City                   | Bangor                        | 1                             |
| TNS | The New Saints F.C.           | Oswestry                      | 2                             |
| NEA | Neath                         | Neath                         | 3                             |
| LLA | Llanelli AFC                  | Llanelli                      | 4                             |
| PRE | Prestatyn Town                | Prestatyn                     | 5                             |
| PTT | Port Talbot Town F.C.         | Port Talbot                   | 6                             |
| ABE | Aberystwyth Town F.C.         | Aberystwyth                   | 7                             |
| AIR | Airbus UK Broughton           | Broughton                     | 8                             |
| NTW | Newtown A.F.C.                | Newtown                       | 9                             |
| CMR | Carmarthen Town               | Carmarthen                    | 10                            |
| BAL | Bala Town                     | Bala                          | 11                            |
| Awans z Welsh Football League Division One 2010/11                                                                                                |                               |                               |                               |
| AFA | Afan Lido                     | Port Talbot                   | 2                             |
| Oznaczenia: - kolumna pierwsza – skróty nazw drużyn, - kolumna trzecia – siedziba klubu, - kolumna czwarta – miejsce zajęte w poprzednim sezonie. |                               |                               |                               |

## Runda zasadnicza

### Tabela
| Lp. | Drużyna             | M  | Z  | R | P  | B+ | B– | +/– | Pkt | Kwalifikacja            |
| --- | ------------------- | -- | -- | - | -- | -- | -- | --- | --- | ----------------------- |
| 1   | Bangor City         | 22 | 16 | 2 | 4  | 53 | 28 | +25 | 50  | Championship Conference |
| 2   | The New Saints      | 22 | 15 | 4 | 3  | 52 | 24 | +28 | 49  | Championship Conference |
| 3   | Llanelli AFC        | 22 | 14 | 3 | 5  | 47 | 23 | +24 | 45  | Championship Conference |
| 4   | Neath               | 22 | 12 | 7 | 3  | 43 | 20 | +23 | 43  | Championship Conference |
| 5   | Bala Town           | 22 | 11 | 6 | 5  | 35 | 25 | +10 | 39  | Championship Conference |
| 6   | Prestatyn Town      | 22 | 8  | 4 | 10 | 33 | 37 | −4  | 28  | Championship Conference |
| 7   | Airbus UK Broughton | 22 | 6  | 7 | 9  | 32 | 37 | −5  | 25  | PlayOff Conference      |
| 8   | Port Talbot Town    | 22 | 6  | 4 | 12 | 26 | 37 | −11 | 22  | PlayOff Conference      |
| 9   | Afan Lido           | 22 | 5  | 7 | 10 | 24 | 35 | −11 | 22  | PlayOff Conference      |
| 10  | Aberystwyth Town    | 22 | 4  | 6 | 12 | 27 | 38 | −11 | 18  | PlayOff Conference      |
| 11  | Carmarthen Town     | 22 | 4  | 1 | 17 | 19 | 51 | −32 | 13  | PlayOff Conference      |
| 12  | Newtown             | 22 | 5  | 1 | 16 | 26 | 62 | −36 | 16  | PlayOff Conference      |

1. ↑  Newtown zostały odjęte trzy punkty za wystawienie nieuprawnionego gracza.

### Wyniki
| Gospodarz \ Gość    | ABE | AFA | AIR | BAL | BAN | CMR | LLA | NEA | NTW | PTT | PRE | TNS |
| ------------------- | --- | --- | --- | --- | --- | --- | --- | --- | --- | --- | --- | --- |
| Aberystwyth Town    |     | 1–1 | 1–2 | 0–4 | 0–2 | 4–1 | 1–2 | 1–1 | 4–1 | 0–2 | 1–3 | 1–1 |
| Afan Lido           | 0–0 |     | 0–0 | 0–1 | 0–0 | 1–0 | 0–0 | 1–0 | 3–2 | 1–2 | 0–1 | 3–1 |
| Airbus UK Broughton | 1–1 | 3–1 |     | 1–2 | 2–4 | 3–1 | 1–1 | 2–2 | 3–2 | 1–1 | 2–1 | 1–2 |
| Bala Town           | 3–0 | 3–1 | 1–0 |     | 1–2 | 2–0 | 2–4 | 0–0 | 2–2 | 2–0 | 1–1 | 2–2 |
| Bangor City         | 1–1 | 4–1 | 2–1 | 2–1 |     | 4–0 | 3–2 | 2–1 | 4–0 | 3–1 | 5–3 | 0–3 |
| Carmarthen Town     | 2–1 | 2–5 | 3–1 | 0–1 | 1–2 |     | 0–3 | 2–2 | 0–1 | 2–0 | 2–1 | 0–1 |
| Llanelli AFC        | 2–0 | 4–1 | 1–1 | 3–1 | 2–1 | 2–0 |     | 0–1 | 9–2 | 2–0 | 3–2 | 0–1 |
| Neath               | 4–2 | 1–1 | 3–0 | 4–0 | 2–0 | 1–0 | 2–0 |     | 5–0 | 3–2 | 3–1 | 1–1 |
| Newtown             | 1–2 | 2–1 | 1–3 | 0–2 | 2–1 | 4–2 | 0–2 | 0–4 |     | 2–0 | 1–2 | 1–3 |
| Port Talbot Town    | 0–4 | 2–2 | 2–1 | 2–2 | 1–2 | 2–0 | 0–1 | 1–2 | 3–1 |     | 0–0 | 2–1 |
| Prestatyn Town      | 1–0 | 3–1 | 2–2 | 0–1 | 0–5 | 6–1 | 0–2 | 1–1 | 2–1 | 2–1 |     | 0–2 |
| The New Saints      | 3–2 | 3–0 | 3–1 | 1–1 | 3–4 | 4–0 | 4–2 | 3–0 | 5–0 | 3–2 | 2–1 |     |

## Runda finałowa

### Tabela
| Championship Conference |                         |    |    |    |    |    |    |     |    |                                              |
| 1                       | The New Saints (M, P)   | 32 | 23 | 5  | 4  | 75 | 31 | +44 | 74 | Liga Mistrzów UEFA • II runda kwalifikacyjna |
| 2                       | Bangor City             | 32 | 22 | 3  | 7  | 72 | 45 | +27 | 69 | Liga Europy UEFA • I runda kwalifikacyjna    |
| 3                       | Neath (S)               | 32 | 18 | 8  | 6  | 60 | 36 | +24 | 62 | Spadek do Welsh Football League Division One |
| 4                       | Llanelli AFC (B)        | 32 | 18 | 5  | 9  | 63 | 37 | +26 | 59 | Liga Europy UEFA • I runda kwalifikacyjna    |
| 5                       | Bala Town (B)           | 32 | 14 | 7  | 11 | 48 | 41 | +7  | 49 |                                              |
| 6                       | Prestatyn Town (B)      | 32 | 8  | 4  | 20 | 41 | 63 | −22 | 28 |                                              |
| PlayOff Conference      |                         |    |    |    |    |    |    |     |    |                                              |
| 7                       | Airbus UK Broughton (B) | 32 | 10 | 9  | 13 | 48 | 50 | −2  | 39 |                                              |
| 8                       | Aberystwyth Town (B)    | 32 | 8  | 10 | 14 | 45 | 50 | −5  | 33 |                                              |
| 9                       | Port Talbot Town        | 32 | 8  | 9  | 15 | 39 | 51 | −12 | 33 |                                              |
| 10                      | Afan Lido               | 32 | 7  | 11 | 14 | 40 | 55 | −15 | 32 |                                              |
| 11                      | Carmarthen Town         | 32 | 10 | 2  | 20 | 33 | 67 | −34 | 32 |                                              |
| 12                      | Newtown                 | 32 | 7  | 5  | 20 | 44 | 82 | −38 | 23 |                                              |

1. ↑  Neath F.C. zdegradowany za nieuzyskanie licencji FAW.[2]
2. ↑  Aberystwyth Town został odjęty punkt za wystawienie nieuprawnionego gracza.
3. ↑  Newtown zostały odjęte trzy punkty za wystawienie nieuprawnionego gracza.
Newtown nie spadł z ligi, ponieważ tylko zwycięska drużyna Cymru Alliance, Connah’s Quay Nomads F.C., otrzymała licencji na grę w walijskiej Premier League.

### Wyniki
| Gospodarz \ Gość        | BAL | BAN | LLA | NEA | PRE | TNS |
| Bala Town               |     | 0:1 | 0:1 | 2:2 | 3:0 | 0:1 |
| Bangor City             | 4:2 |     | 2:2 | 1:3 | 2:1 | 1:3 |
| Llanelli AFC            | 1:2 | 0:1 |     | 1:2 | 3:2 | 0:2 |
| Neath                   | 2:0 | 1:3 | 1:5 |     | 1:0 | 0:1 |
| Prestatyn Town          | 1:2 | 0:4 | 1:2 | 2:3 |     | 0:4 |
| The New Saints F.C.     | 3:2 | 5:0 | 1:1 | 1:2 | 2:1 |     |
| Championship Conference |     |     |     |     |     |     |

| Gospodarz \ Gość      | ABE | AFA | AIR | CMR | NTW | PTT |
| Aberystwyth Town F.C. |     | 1:1 | 2:0 | 2:2 | 3:2 | 1:1 |
| Afan Lido             | 0:2 |     | 1:2 | 5:1 | 1:6 | 2:2 |
| Airbus UK Broughton   | 3:2 | 1:1 |     | 0:1 | 3:1 | 2:2 |
| Carmarthen Town       | 0:3 | 3:2 | 1:0 |     | 3:2 | 1:0 |
| Newtown A.F.C.        | 1:1 | 1:1 | 0:4 | 2:1 |     | 2:2 |
| Port Talbot Town F.C. | 2:1 | 1:2 | 2:1 | 0:1 | 1:1 |     |
| PlayOff Conference    |     |     |     |     |     |     |

Źródło: soccerway

Legenda:     = zwycięstwo gospodarzy;     = remis;     = zwycięstwo gości.

## European Playoffs

### Drabinka
|  | Ćwierćfinał | Ćwierćfinał           | Ćwierćfinał |                       |   | Półfinał     | Półfinał     | Półfinał |  |  | Finał | Finał | Finał |  |
|  |             |                       |             |                       |   |              |              |          |  |  |       |       |       |  |
|  |             |                       |             |                       |   | 4            | Llanelli AFC | 1        |  |  |       |       |       |  |
|  |             |                       |             |                       |   | 4            | Llanelli AFC | 1        |  |  |       |       |       |  |
|  |             |                       | 8           | Aberystwyth Town F.C. | 0 |              |              |          |  |  |       |       |       |  |
|  | 7           | Airbus UK Broughton   | 8           | Aberystwyth Town F.C. | 0 | 0            |              |          |  |  |       |       |       |  |
|  | 7           | Airbus UK Broughton   |             |                       |   |              |              |          |  |  |       |       |       |  |
|  | 8           | Aberystwyth Town F.C. | 1           |                       |   |              |              |          |  |  |       |       |       |  |
|  | 8           | Aberystwyth Town F.C. | 1           |                       | 4 | Llanelli AFC | 2            |          |  |  |       |       |       |  |
|  |             |                       |             |                       |   |              |              |          |  |  |       |       |       |  |
|  |             |                       | 5           | Bala Town             | 1 |              |              |          |  |  |       |       |       |  |
|  |             |                       |             | Bala Town             | 1 |              |              |          |  |  |       |       |       |  |
|  |             |                       |             |                       |   |              |              |          |  |  |       |       |       |  |
|  |             |                       |             |                       |   |              |              |          |  |  |       |       |       |  |
|  |             | 5                     | Bala Town   | 2                     |   |              |              |          |  |  |       |       |       |  |
|  |             |                       |             | 2                     |   |              |              |          |  |  |       |       |       |  |
|  |             |                       | 6           | Prestatyn Town        | 1 |              |              |          |  |  |       |       |       |  |

### Ćwierćfinał
| 7 maja 2012 | Airbus UK Broughton                                        | 0:1   | Aberystwyth Town F.C.    |                                                                                  |
| 15:00       |                                                            | (0:0) | 58' (k) David Wyn Thomas | Stadion The Airfield (Broughton, Flintshire) Widzów: 327 Sędzia: Simon Lee Evans |
| 15:00       | Danny Taylor 49' · Mark Cadwallader 61' · Tommy Holmes 80' | (0:0) | 75' David Wyn Thomas     | Stadion The Airfield (Broughton, Flintshire) Widzów: 327 Sędzia: Simon Lee Evans |

### Półfinały
| 12 maja 2011 | Llanelli AFC | 1:0        | Aberystwyth Town F.C.                                        |                                                                                             |
| 15:00        | | (0:0, 0:0) | 108' Jordan Follows                                          | Stadion Stebonheath Park (Llanelli, Carmarthenshire) Widzów: 281 Sędzia: Bryn Markham-Jones |
| 15:00        | Lloyd Grist 56' · Craig Williams 75' · Antonio Giovanni Vincenzo Corbisiero 77' · Stuart Jones 98' · Rhys Griffiths 100' | (0:0, 0:0) | 5' David Wyn Thomas · 5' Michael Walsh · 119' Geoff Kellaway | Stadion Stebonheath Park (Llanelli, Carmarthenshire) Widzów: 281 Sędzia: Bryn Markham-Jones |

| 12 maja 2011 | Bala Town                               | 2:1   | Prestatyn Town                                                              |                                                                  |
| 15:30        | Ian Sheridan 4' · Lee Hunt 47'          | (1:1) | 30' David Hayes                                                             | Stadion Maes Tegid (Bala, Gwynedd) Widzów: 426 Sędzia: Dean John |
| 15:30        | Ben Collins 90+1' · Stephen Brown 90+3' | (1:1) | 21' Michael Parker · 21' Neil Gibson · 53' Chris Davies · 90+1' David Hayes | Stadion Maes Tegid (Bala, Gwynedd) Widzów: 426 Sędzia: Dean John |

### Finał
| 19 maja 2011 | Llanelli AFC | 2:1   | Bala Town                         |                                                                                    |
| 16:15        | Rhys Griffiths 4' · Lloyd Grist 19'                                                                                 | (2:0) | 76' Lee Hunt                      | Stadion Stebonheath Park (Llanelli, Carmarthenshire) Widzów: 318 Sędzia: Huw Jones |
| 16:15        | Stuart Jones 29' · Ashley Evans 35' · Chris Thomas 71' · Craig Moses 79' · Antonio Giovanni Vincenzo Corbisiero 88' | (2:0) | 61' Lee Hunt · 75' Conall Murtagh | Stadion Stebonheath Park (Llanelli, Carmarthenshire) Widzów: 318 Sędzia: Huw Jones |

## Lista strzelców

### Runda zasadnicza
| Zawodnik        | Drużyna               | Bramki |
| --------------- | --------------------- | ------ |
| Rhys Griffiths  | Llanelli AFC          | 19     |
| Greg Draper     | The New Saints F.C.   | 13     |
| Les Davies      | Bangor City           | 11     |
| Alex Darlington | The New Saints F.C.   | 10     |
| Jonathan Hood   | Carmarthen Town       | 10     |
| Lee Hunt        | Prestatyn Town        | 10     |
| Martin Rose     | Port Talbot Town F.C. | 10     |
| Ian Sheridan    | Airbus UK Broughton   | 10     |

### Runda finałowa
| Zawodnik       | Drużyna               | Bramki |
| -------------- | --------------------- | ------ |
| Greg Draper    | The New Saints F.C.   | 8      |
| Ian Sheridan   | Airbus UK Broughton   | 6      |
| Luke Bowen     | Aberystwyth Town F.C. | 5      |
| Les Davies     | Bangor City           | 5      |
| Zac Evans      | Newtown A.F.C.        | 5      |
| Rhys Griffiths | Llanelli AFC          | 5      |
| Nick Rushton   | Newtown A.F.C.        | 5      |
| Lee Trundle    | Neath                 | 5      |

### Razem
| Zawodnik        | Drużyna               | Bramki |
| --------------- | --------------------- | ------ |
| Rhys Griffiths  | Llanelli AFC          | 24     |
| Greg Draper     | The New Saints F.C.   | 22     |
| Les Davies      | Bangor City           | 16     |
| Luke Bowen      | Neath                 | 15     |
| Ian Sheridan    | Bala Town             | 14     |
| Lee Hunt        | Bala Town             | 14     |
| Martin Rose     | Port Talbot Town F.C. | 14     |
| Nick Rushton    | Newtown A.F.C.        | 13     |
| Alex Darlington | The New Saints F.C.   | 12     |
| Nick Rushton    | Newtown A.F.C.        | 11     |

Źródło:.

## Najlepsi w sezonie
| Trener        | Carl Darlington       | The New Saints F.C. | [ 8 ]  |
| Zawodnik      | Mark Jones (ur. 1984) | Bala Town           | [ 9 ]  |
| Młodzieżowiec | Kai Edwards           | Neath               | [ 10 ] |

## Jedenastka sezonu
| Pozycja   | Zawodnik              | Drużyna             |
| --------- | --------------------- | ------------------- |
| Bramkarz  | Lee Idzi              | Neath               |
| Obrońca   | Chris Marriott        | The New Saints F.C. |
| Obrońca   | Kai Edwards           | Neath               |
| Obrońca   | Steve Evans           | The New Saints F.C. |
| Obrońca   | Stuart Jones          | Llanelli AFC        |
| Pomocnik  | Craig Jones           | The New Saints F.C. |
| Pomocnik  | Mark Jones (ur. 1984) | Bala Town           |
| Pomocnik  | Aeron Edwards         | The New Saints F.C. |
| Pomocnik  | Chris Jones           | Neath               |
| Napastnik | Greg Draper           | The New Saints F.C. |
| Napastnik | Les Davies            | Bangor City         |

Źródło:.

## Stadiony
| Aberystwyth Town F.C. | Afan Lido       | Airbus UK Broughton                        | Bala Town             | Bangor City         | Bangor City             | Carmarthen Town |
| --------------------- | --------------- | ------------------------------------------ | --------------------- | ------------------- | ----------------------- | --------------- |
| Park Avenue           | Marston Stadium | Hollingsworth Group International Airfield | Maes Tegid            | Farrar Road Stadium | The Book People Stadium | Richmond Park   |
| Pojemność: 2500       | Pojemność: 4200 | Pojemność: 2100                            | Pojemność: 3000       | Pojemność: 1500     | Pojemność: 3000         | Pojemność: 3000 |
|                       |                 |                                            |                       |                     |                         |                 |
| Llanelli AFC          | Neath           | Newtown A.F.C.                             | Port Talbot Town F.C. | Prestatyn Town      | The New Saints F.C.     |                 |
| Stebonheath Park      | The Gnoll       | Latham Park                                | Victoria Road         | Bastion Road        | Park Hall               |                 |
| Pojemność: 3700       | Pojemność: 6000 | Pojemność: 5000                            | Pojemność: 2500       | Pojemność: 1000     | Pojemność: 2000         |                 |
|                       |                 |                                            |                       |                     |                         |                 |